# Carthage (Misisipi)
Carthage es una ciudad del Condado de Leake, Misisipi, Estados Unidos. Según el censo de 2000 tenía una población de 4637 habitantes.

## Demografía
Según el censo de 2000, había 4.637 personas, 1.490 hogares y 1.065 familias residiendo en la localidad. La densidad de población era de 191,5 hab./km². Había 1.654 viviendas con una densidad media de 68,3 viviendas/km². El 52,86% de los habitantes eran blancos, el 44,25% afroamericanos, el 1,04% amerindios, el 0,43% asiáticos, el 0,02% isleños del Pacífico, el 0,58% de otras razas y el 0,82% pertenecía a dos o más razas. El 1,94% de la población eran hispanos o latinos de cualquier raza.
Según el censo, de los 1.490 hogares en el 37,1% había menores de 18 años, el 43,8% pertenecía a parejas casadas, el 23,6% tenía a una mujer como cabeza de familia, y el 28,5% no eran familias. El 25,4% de los hogares estaba compuesto por un único individuo, y el 13,5% pertenecía a alguien mayor de 65 años viviendo solo. El tamaño promedio de los hogares era de 2,62 personas, y el de las familias de 3,12.
La población estaba distribuida en un 26,1% de habitantes menores de 18 años, un 11,7% entre 18 y 24 años, un 28,4% de 25 a 44, un 18,1% de 45 a 64, y un 15,7% de 65 años o mayores. La media de edad era 33 años. Por cada 100 mujeres había 98,6 hombres. Por cada 100 mujeres de 18 años o más, había 96,4 hombres.
Los ingresos medios por hogar en la localidad eran de 25.052 dólares ($), y los ingresos medios por familia eran 30.069 $. Los hombres tenían unos ingresos medios de 27.060 $ frente a los 17.280 $ para las mujeres. La renta per cápita para la ciudad era de 12.986 $. El 26,8% de la población y el 21,5% de las familias estaban por debajo del umbral de pobreza. El 39,6% de los menores de 18 años y el 18,8% de los habitantes de 65 años o más vivían por debajo del umbral de pobreza.

## Geografía
Según la Oficina del Censo de los Estados Unidos, Carthage tiene un área total de 24,3 km² de los cuales 24,2 km² corresponden a tierra firme y 0,1 km² a agua. El porcentaje total de superficie con agua es 0,53%.